# Santa Maria de Portè
Santa Maria de Portè és l'església parroquial del poble de Portè, en el terme comunal d'aquest mateix nom, a la comarca de l'Alta Cerdanya, de la Catalunya del Nord.
L'església és al centre de la població, a la cantonada nord dels carrers del Presbiteri (o de la Rectoria) i de l'Església.
És un edifici senzill i petit, amb un campanar d'espadanya damunt de la façana meridional de l'església. A l'interior té un retaule barroc molt senzill.